# The Pyongyang Times
The Pyongyang Times é um semanário estatal da República Popular Democrática da Coreia sediado no distrito de Sochon-dong (distrito pertencente a Pyongyang). O jornal é escrito em duas versões, em língua inglesa e francesa, para ser distribuído em mais de 100 países, além de hotéis, aeroportos e locais, dentro da Coreia do Norte, onde circulam estrangeiros. Suas matérias são cópias do periódico estatal Pyongyang Sinmun.
Em formato de tabloide, o jornal foi lançado em 6 de maio de 1965 e é controlado pelo Partido dos Trabalhadores da Coreia.